# بشناتا
بشناتا أو بشناتي هي قرية لبنانية من قرى قضاء الضنية في محافظة الشمال.